# Vincenzo Ugolini
Vincenzo Ugolini (* um 1580 in Perugia; † 6. Mai 1638 in Rom) war ein italienischer Kapellmeister und Komponist.

## Leben
Vincenzo Ugolini erhielt seine musikalische Ausbildung in Rom bei den Brüdern Giovanni Maria und Giovanni Bernardino Nanino an San Luigi dei Francesi und wirkte danach an verschiedenen Kirchen Roms als Kapellmeister, wobei er zwischen 1603 und 1615 in gleicher Position am Dom von Benevento tätig war. Ab 1616 war er Kapellmeister an S. Luigi und ab 1621 war er Leiter der Cappella Giulia am Petersdom. 1626 musste er sich aus gesundheitlichen Gründen von diesem Amt zurückziehen, war aber ab 1631 bis zu seinem Tod wieder Kapellmeister an S. Luigi, sein Nachfolger war Orazio Benevoli. Neben Antonio Cifra, Virgilio Mazzocchi oder Giacomo Carissimi gehörte Ugolini zu den bedeutenden Kapellmeistern Roms im frühen 17. Jahrhundert.

## Werke
Ugolini schuf Messen, Madrigale, Motetten und weitere Vokalwerke, zum Teil im acht- und zwölfstimmigen Satz, wobei er erkennbar in der Tradition Palestrinas steht. Andererseits sind in vielen seiner Werke bereits Ansätze des Stile nuovo, dem  Generalbass-Zeitalter, erkennbar. Seine Motetten gestaltete Ugolini nach dem seit ihrer Entstehung beliebten Stil der konzertierenden Motette (Concertato-Stil), wie er in Viadanas Cento concerti Ecclesiastici von 1602 erstmals angewandt wurde.
- Sacrae cantiones, lib. 1, 8vv, bc (Rom, 1614);
- Il primo libro de madrigali, 5vv (Venedig, 1615);
- Il secondo libro de madrigali, 5vv (Venedig, 1615);
- Motecta sive sacrae cantiones, lib. 1, 1–4vv (Venedig, 1616);
- Motecta sive sacrae cantiones, lib.2, 1–4vv (Venedig, 1617);
- Motecta sive sacrae cantiones, lib.3, 1–4vv (Venedig, 1618);
- Motecta sive sacrae cantiones, lib.4, 1–4vv (Rom, 1619);
- Motecta et missae, lib. 2, 8, 12vv, bc (Rom, 1622);
- Psalmi ad vesperas, 8vv, bc (Venedig, 1628);
- Psalmi ad vesperas et motecta, lib. 1, 12vv, bc (Venedig, 1630);
- 2 motets, 2vv, bc, 1618, 1619, 3vv, bc, 1621, 1625;
- 2 hymns: Veni Creator Spiritus, 4vv; Gloria Patri Domino nato, 5vv;
- 4 antiphons: Illuminare his qui in tenebris, 8vv; Omnes gentes plaudite manibus, 8vv; Et tu puer propheta, 8vv; Petrus apostolus, 6vv;
- Litaniae lauretanae, 8vv;
- Lauda Sion Salvatorem, 6vv;
- Favus distillans, mottetto, 8vv, bc;
- Jubilate Deo, 5vv.